# Langenscheidt
Langenscheidt é uma empresa alemã editora de livros e materiais para ensino de idiomas, com sedes em Berlim e Munique (sede principal).